# 陽極處理

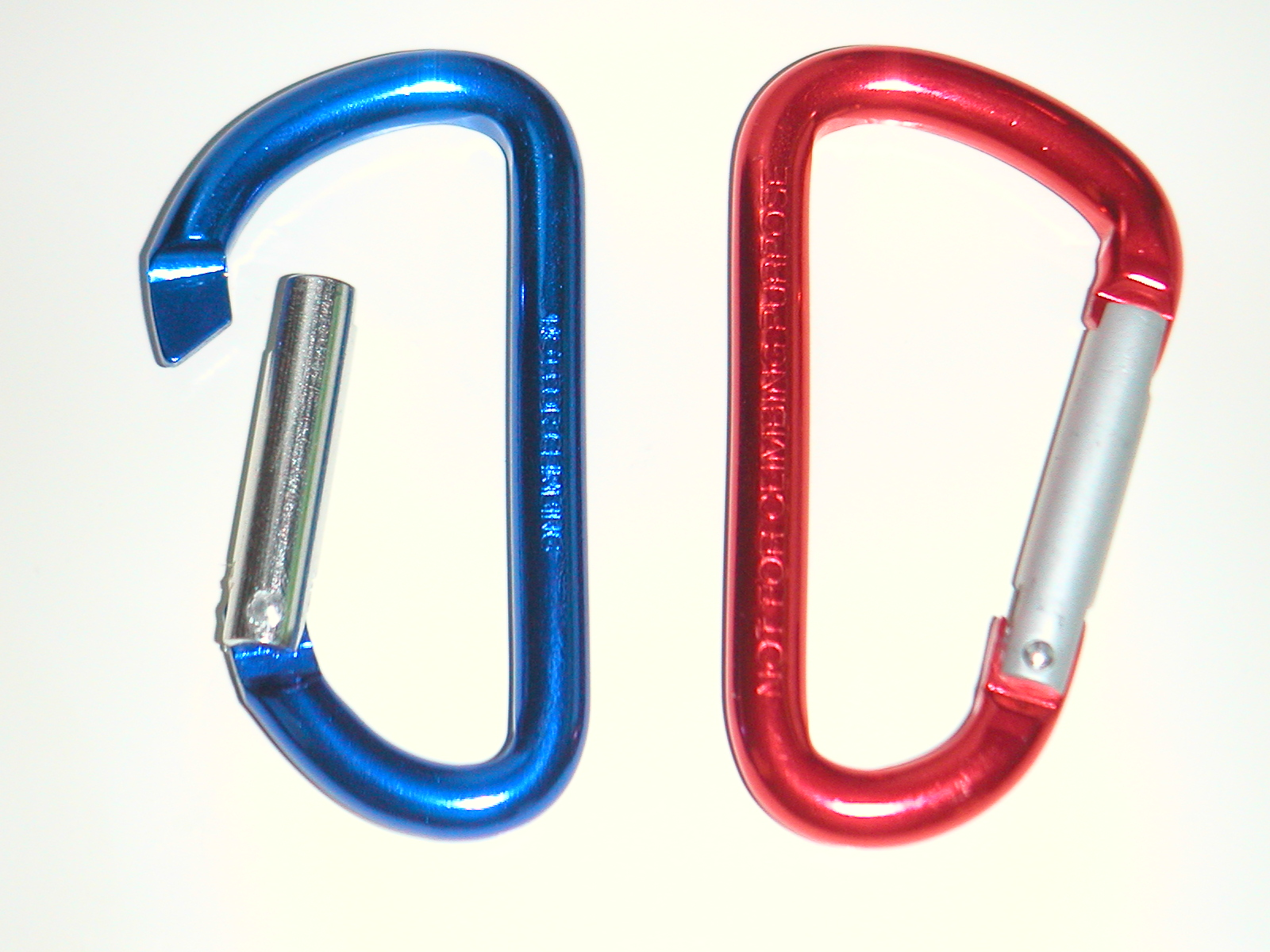
圖為經過陽極處理(含染色)的登山鎖，表面為氧化鋁。

陽極處理（英語：Anodizing），是電解鈍化處理的一種，用來增加金屬零件表面氧化層的厚度，一般鋁合金很容易氧化，氧化層雖然有一定鈍化作用，但長期暴露之結果，氧化層會剝落，喪失保護作用，因此陽極處理即是利用其容易氧化之特性，藉電化學方法控制氧化層之生成，以防止鋁材進一步氧化，同時增加其表面的機械性質，另一目的是，藉不同化學反應產生各種色澤增進美觀，廣泛運用於飛機皮、軍事武器、影印機抄紙滾筒、建築物鋁帷幕、鋁門窗
陽極處理名稱由來是因為，在電子迴路中金屬零件被放置於陽極，陽極處理使金屬零件較不易腐蝕及磨損，且使底漆更能完整附著上零件，陽極處理提供多種表面修飾的效果，如鍍上較厚且多孔的表面使染料更容易被吸收，或是較薄的透明層以增加反光能力。
陽極處理也用來避免螺絲搓牙後產生的銳角或毛邊，也作為電解液容器的介電質， 陽極層最常用來保護鋁合金, 也有其他例如鈦、鋅、鎂、鈮、鋯、鉿、鉭。鐵和碳鋼若在中性或鹼性的電解質溶液中會片狀剝落，剝落物為氫氧化鐵，或稱鐵鏽，由缺氧的陽極凹洞和陰極的表面組成，凹洞聚集了如硫酸鹽及氯化物等陰離子，加速了底下金屬的生鏽速度。 鐵塊內部的碳片層或碳塊，如高碳鋼、或生鐵) 會與表面塗層或電鍍層交互影響。 含鐵金屬通常會置於硝酸液中做陽極處理，或用發煙硝酸來形成一層黑硬的氧化鐵。

## 历史
阳极氧化工艺首次大规模工业应用是在1923年，目的是防止杜拉铝材质的水上飞机被氧化腐蚀。早期以铬酸为电解液的工艺被称为Bengough–Stuart工艺，这种工艺今天仍然在使用。1927年，铬酸电解液阳极氧化工艺被Gower 和 O'Brien 改进成硫酸电解液并注册成专利。至今，硫酸电解液都是最为常见的阳极氧化方式。
草酸阳极氧化工艺于1923年在日本注册成专利，其后德国广泛应用该工艺，特别是在德国的建筑行业。阳极氧化铝挤型材曾经在1960，70年代是非常流行的建筑材料，但是很快被更加便宜的塑料和粉末喷涂工艺取代。阳极氧化最新的进展是磷酸基工艺，到目前为止，该工艺只用与粘合剂或是有机涂料之前的预处理。新的各种各样的阳极氧化工艺被持续开发，所以未来的趋势是以军事和工业标准的涂层特性来分类阳极氧化工艺，而不是工艺的化学反应。

## 阳极氧化铝材
铝合金阳极氧化能提高抗腐蚀能力，能增加氧化颜色，改善附着力。但是不能增加铝材的强度，另外，阳极氧化层是不导电的。